# Paolo De Poli
Paolo De Poli (Padoue, 1er août 1905 - Padoue, 21 septembre 1996) est un artiste, émailleur, designer et peintre italien du XXe siècle. Il est connu pour ses œuvres en émail sur cuivre.

« S'il y a un art italien des émaux, on le doit à De Poli, au chemin qu'il s'est tracé et qu'il a suivi fidèlement, à l’exemple de sa technique orthodoxe, à l’admiration et à l'estime qu'il s'est acquis. De cela aussi nous devons lui être reconnaissants. »

— Gio Ponti

## Biographie
Après une formation aux techniques de dessin et relief sur métal à l'école d'art Pietro Selvatico de Padoue et aux techniques de peinture à l'huile à l'atelier du peintre Guido Trentini à Vérone, Paolo De Poli commence une carrière de portraitiste et de paysagiste. En 1926, il participe pour la première fois à la XVe Biennale de Venise avec une peinture à l’huile Nature morte. 
Au cours de voyages dans les années 1930, il s’intéresse aux techniques anciennes de l'émail vitrifié dans des musées d’art et sur des sites archéologiques. Fasciné par cet art, il se consacre à partir de 1933 à la création d'émaux sur métal. Il réalise initialement de petits objets décoratifs raffinés, caractérisés par leurs formes détaillées et leurs couleurs brillantes. Acquérant une plus grande maîtrise, il se porte à la pointe de l’innovation en améliorant le procédé de fabrication. 
Dans les années 1940, il collabore avec Gio Ponti à la création de meubles et de panneaux décoratifs. Plus tard, leur collaboration conduit à de nouveaux objets de design et de sculptures.
En plus d'une grande production de vases, bols, plateaux, assiettes, tasses, plaques et poignées en émail sur cuivre, il réalise également de grands panneaux décoratifs, conçus pour des intérieurs de paquebots, hôtels, universités, bâtiments publics et maisons de collectionneurs, en Italie et à l'étranger. Nombre de ses travaux sont le fruit de collaborations avec des architectes et des designers tels que Gio Ponti, Guglielmo Ulrich, Melchiorre Bega, et des artistes tels que Filippo De Pisis, Bruno Saetti, Gino Severini, Roberto Aloi.
Il se consacre également à l'exécution de cycles de retables et de panneaux sur le thème du Chemin de la Croix, conservés dans les églises de Padoue, Abano Terme, Bergame et Trévise. 
Ses créations sont présentées en tant qu’ambassadrices du style italien dans quelques-unes des principales expositions internationales de l’époque : à Bruxelles en 1935, Paris en 1937, 
New York en 1939 et dans plusieurs foires et salons d'art décoratif comme ceux tenus à Florence, au Caire, à Helsinki, Monaco, Londres, Oslo, Stockholm, Beyrouth, etc. Il expose ses œuvres en émail 14 fois à la Biennale de Venise et 10 fois à la Triennale de Milan.
À l’instar des productions modernes de verres de Murano et des céramiques de Faenza, beaucoup de ses œuvres en émail sur cuivre, comme les panneaux muraux et des objets de design, appartiennent maintenant aux collections permanentes des plus importants musées d’arts décoratifs et de design.
Il s’implique activement dans la défense du patrimoine culturel ainsi que dans la promotion et la protection des arts et de l'artisanat à travers des associations et comités spécifiques de catégorie. 
De 1960 à 1973, il est membre du conseil d'administration de la Triennale de Milan. 
En 1970, il est décoré du titre de chevalier du Travail. Ses archives personnelles (dessins, prototypes, photographies et sa correspondance) sont confiées à l’Archivio Progetti de l'université IUAV de Venise.

## Œuvres

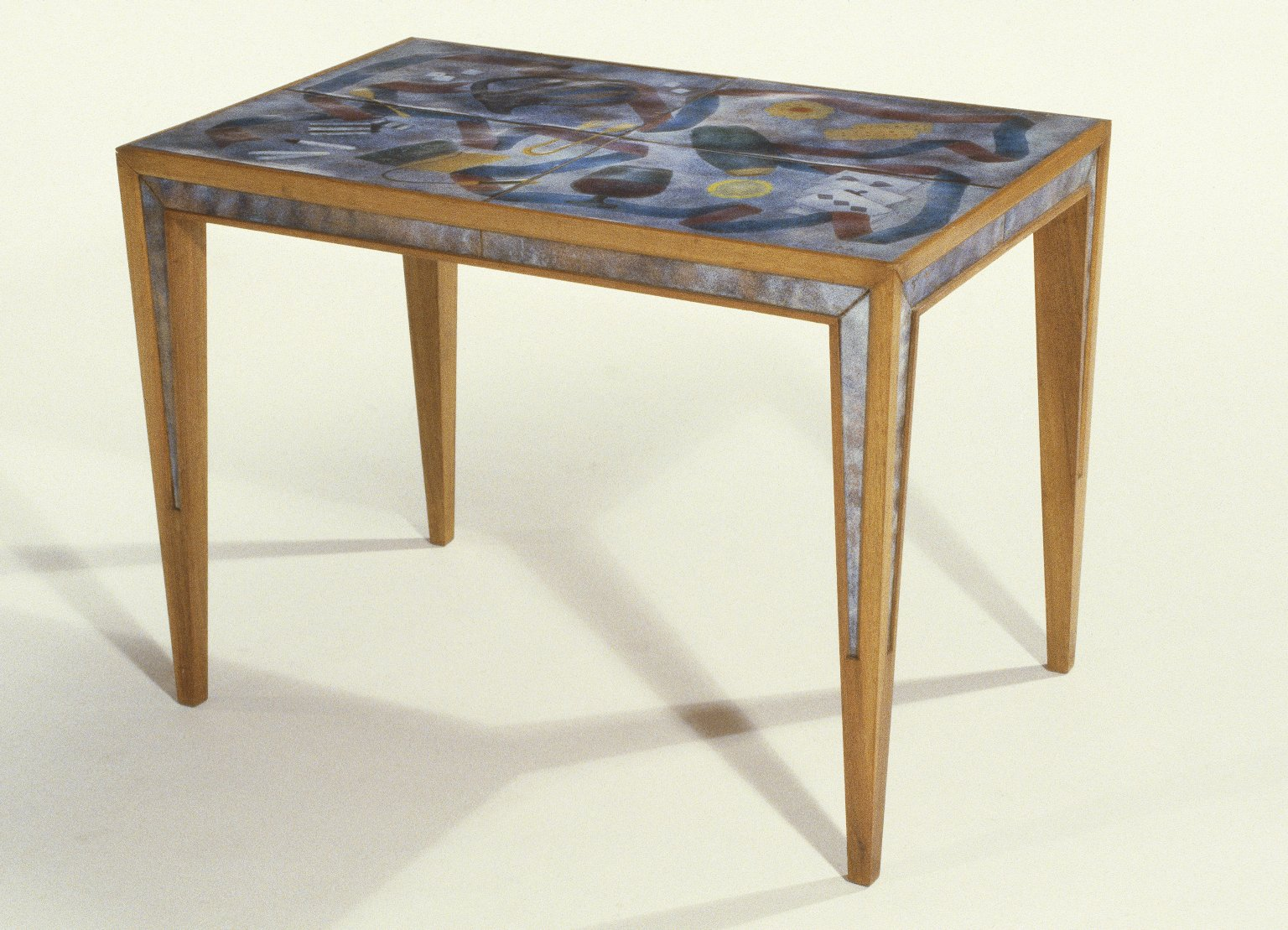
Paolo De Poli and Gio Ponti, Table, ca. 1942. Brooklyn Museum, New York

En plus de bols, vases, plateaux, meubles et panneaux, Paolo De Poli a exécuté des sculptures et des objets de design tels que :
- Podestà Rusca et Évêque Giordano, panneaux en émail (en collaboration avec Gio Ponti ), Palazzo Bo, Université de Padoue, 1940.
- Tableau, émail et bois, (en collaboration avec Gio Ponti), Brooklyn Museum[10], New York, 1942.
- Les Quatre Saisons, des panneaux en émail (en collaboration avec Gio Ponti), salle de première classe du paquebot Conte Grande[11].
- Arlequin, panneau en émail (en collaboration avec Gio Ponti), paquebot Conte Biancamano de la Société di Navigation Italia, 1949[11].
- Panneau, Musei Civici di Padova, Padoue, 1951[12].
- Clair de lune, panneau en émail, dessiné par  Bruno Saetti, 1956.
- Le Grand Coq, sculpture, modèle par Marcello Mascherini, 1957.
- Printemps-Été, panneau en émail, dessiné par Gino Severini, 1957.
- Le Grand Paon, sculpture, Galerie d'Art Moderne Ca' Pesaro, Venise, 1962.
- Vases, Musée d'Art moderne et contemporain de Trente et Rovereto, Trente, Italie, 1962[13].
- Hommage à Galilée, sculpture, Palazzo del Bo, Université de Padoue, 1964.
- Groupe de Saint-Antoine et Panneau de la Vierge Marie, panneaux en émail, dessiné par le peintre Pino Casarini, église du Sacré-Cœur, Abano Terme (Padoue), 1964.
- Taureau, Musei Civici di Padova, Padoue, 1966[14].
- Mouettes avec le soleil, panneau en émail, Palais de la civilisation italienne, Rome, 1977.

## Prix
- 1935 : Exposition universelle de 1935 Bruxelles, médaille d'argent
- 1936 : VI Triennale de Milan, médaille d'or
- 1940 : VII Triennale de Milan, Grand Prix from the Presidency of the Council
- 1947 : VIII Triennale de Milan, médaille d'or
- 1951 : IX Triennale de Milan, médaille d'or

## Expositions
- Biennale de Venise, 15 participations de 1934 à 1970.
- Triennale de Milan, 10 participations de 1936 à 1968.
- Italy at work, Brooklyn Museum, New York, 1950.
- Homage to Manhattan, Enamels by Paolo De Poli, Museum of Contemporary Crafts, New York, 1967.
- Hommage à Paolo De Poli, Musée des sciences et des techniques Léonard de Vinci, Milan, 1972.
- L’arte dello smalto: Paolo De Poli, Palazzo della Regione de Padoue, Padoue, 1984.
- 8ème Biennale Internationale de l'émail, Musée des Beaux-Arts de Limoges, Limoges, 1986.
- The Italian metamorphosis, 1943-1968, Solomon R. Guggenheim Museum, 1994, Triennale de Milan, 1995 et Kunstmuseum de Wolfsbourg, 1995.
- The magnificent obsession, Musée d'Art moderne et contemporain de Trente et Rovereto, Trente, Italie, 2012-2013.
- De Poli: artigiano e designer, Archivio Progetti, Université IUAV de Venise, Venise, 2014
- Alberto Bassi, Valeria Cafà: Paolo De Poli e Gio Ponti: l’artigiano-designer e l’architetto. Universalia, Pordenone, 2019  (ISBN 978-88-941359-3-0).

### Sources
- Gio Ponti, De Poli: Enamels Enamels Emaux Emaile Esmaltes, Guarnati, Milan, 1958.
- (it) Pier Luigi Fantelli, L'arte dello smalto: Paolo De Poli, Arte Grafica Bolzonella, Padova, 1984.
- Jean-Marc Ferrer, Véronique Notin, L'Art de l'émail à Limoges, Culture et patrimoine en Limousin, Limoges, 2005 (ISBN 2-911167-44-9).
- (it) AA.VV., Lo stile nella casa e nell'arredamento, N. 17, maggio 1942, Garzanti, Milan, 1942.
- Paolo Piccione, Gio Ponti. Le navi : il progetto degli interni navali 1948-1953, Idearte, Viareggio, 2007 (ISBN 978-8888033570).
- Valeria Cafà, | Paolo De Poli (1905-1996), maestro dello smalto a gran fuoco, AIS/Design Storia e Ricerche, n°4, novembre 2014.
- Alberto Bassi - Serena Maffioletti, Paolo De Poli artigiano, imprenditore, designer, Il Poligrafo, Padova, 2017 (ISBN 978-88-9387-048-1).
- (it) Alberto Bassi - Valeria Cafà, Paolo De Poli e Gio Ponti: l’artigiano-designer e l’architetto, Universalia, Pordenone, 2019 (ISBN 978-88-941359-3-0).